# Османська окупація Отранто (1480—1481)
40°09′00″ пн. ш. 18°29′00″ сх. д. / 40.15° пн. ш. 18.4833° сх. д.
Османська окупація Отранто — захоплення та утримання південноіталійського портового міста Отранто військами Османської імперії в 1480—1481 роках. Османське військо було доставлене в Італію флотом з адріатичного узбережжя Балканського півострова. Згідно з традиційною історіографією, після захоплення міста османи обезголовили понад 800 жителів, які відмовились прийняти іслам і дотепер широко шануються в Італії як мученики Отранто. Через рік, після неочікуваної смерті османського султана Мехмета II Завойовника османський гарнізон залишив місто внаслідок облоги християнськими військами та втручання папських військ на чолі з генуезцем Паоло Фрегозо.

## Передумови
У 1453 році Султан Мехмет II Завойовник захопив Константинополь і взяв себе титул «Кайсар-і Рум» (Правитель Риму). Після цього Мехмет II почав виношувати плани опанування усіма колишніми територіями ромеїв, зокрема Італією та Римом. Захоплення Отранто розглядалось османами як перший крок до подальшого підкорення усієї Італії.
На час подій у османів були розв'язані руки в Адріатичному морі. Щойно в 1479 році Османська імперія уклала Константинопольський мир з Венеційською республікою, яка була єдиною морською силою у Східному Середземномор'ї, що могла протистояти османському флоту. Заради укладення мирної угоди, що завершила довгу і важку 15-річну війну, Венеція понесла значні матеріальні збитки та територіальні втрати й вважали за краще в жодному разі не порушувати її умов.

## Вторгнення в Італію

### Облога
Влітку 1480 року османський флот з військом розміром близько 20 000 солдатів під командуванням Гедика Ахмеда-паші напав на Неаполітанське королівство у південній Італії. Велику частину цих військ зняли з невдалої облоги Родосу. Першим завданням нападу було захоплення портового міста Отранто. 28 липня османський флот в складі 128 кораблів, у тому числі 28 галер, прибув до міста. Гарнізон і цивільне населення Отранто укрились в потужному замку міста. 11 серпня, після 15-денної облоги, Гедик Ахмед віддав наказ про вирішальний штурм. Коли стіни були пробиті, османська армія методично переходила від будівлі до будівлі грабуючи їх та підпалюючи. Діставшись до собору, «вони знайшли архієпископа Стефано Агріколо, урочисто одягненого і з розп'яттям в руках», який чекав на них разом із графом Франческо Ларго, начальником гарнізону та єпископом Стефано Пендінеллі, який роздавав Євхаристію та сидів із жінками та дітьми Отранто тоді як домініканський монах вів літургію. В місті та навколишніх територіях на півострові Салентина було вбито біля 12 000 і поневолено 5 000 осіб, а собор Отранто перетворили на мечеть. 
У серпні та вересні король Фердинанд Неаполітанський за допомогою свого двоюрідного брата Фернандо Арагонського і Сицилійського королівства безрезультатно намагався відбити Отранто.

### Зупинка подальшого наступу
Османи спробували розвинути успіх і продовжити напад. У серпні 70 кораблів флоту атакували В'єсте. 12 вересня був зруйнований монастир Сан-Ніколас-ді-Казоле, в якому була одна з найбагатших бібліотек Європи. У жовтні були здійснені напади на сусідні з Отранто міста Лечче, Таранто і Бріндізі.
Однак через брак припасів османський полководець Гедик Ахмед-паша не продовжив наступ своїх сил. Натомість з наближенням зими він вирішив повернутися з більшістю своїх військ до Албанії, залишивши для захисту Отранто гарнізон із 800 піхотинців та 500 кавалеристів. Передбачалося, що він повернеться зі своїм військом після зими для продовження наступу.

### Католицька відповідь
Оскільки минуло лише 27 років після падіння Константинополя, існував певний страх, що Рим спіткає та ж доля. Були розроблені плани щодо евакуації Папи та громадян Риму з міста.
У квітні 1481 року папа Сикст IV оголосив італійський хрестовий похід для звільнення міста. Кілька італійських міст-держав, Угорщина та Франція позитивно відреагували на це. Венеційська республіка цього не зробила, оскільки лише за рік до нападу на Отранто, вона підписала мирний договір з османами, що дався їй дорогою ціною.
Християнські війська взяли в облогу Отранто 1 травня 1481 року. Неаполітанський король Ферранте I зібрав армію, яку очолив його син Альфонсо, герцог Калабрії. Контингент військ також надав угорський король Матіас Корвін .

### Звільнення
Турецький султан Мехмед Завойовник готувався до нового походу на Італію, але 3 травня він несподівано помер. Проблеми з правонаступництвом султана і довгострокова суперечка за трон між його синами Баязидом II і Джемом завадили османам відправити підкріплення до Отранто. Після переговорів з християнськими військами турки капітулювали в серпні і покинули Отранто у вересні 1481 року, закінчивши 13-місячну окупацію.

### Мученики Отранто
12 травня 2013 р. Римо-католицька церква канонізувала мучеників з Отранто, що були обезголовлені османами в 1480 році. Вважається, що їхні останки сьогодні зберігаються в соборі Отранто і в церкві Санта-Катерина-а-Форміелло в Неаполі.
Традиційну християнську історіографію критикували пізніші історики. Останні наукові дослідження поставили під сумнів, чи було навернення умовою для помилування. Хоча одна тогочасна османська розповідь виправдовує різанину з релігійних мотивів, Іленія Романа Кассетта вважає, що це швидше була каральна акція, метою якої було залякування.

## Наслідки
Чисельність громадян Отранто, яка, як вважається, становила майже 20 000, до кінця століття зменшилося до 8 000.  Через страх перед черговим нападом багато з них залишили місто протягом наступних десятиліть.
Османи ще раз захопили й недовго утримували Отранто в 1537 році.